# Tongalès
El tongalès, tongalés, tonga o tongà (lea faka-Tonga), és una llengua austronèsia parlada a l'arxipèlag de Tonga. Forma part de la família de llengües polinèsies i és considerada la llengua actualment més semblant al protopolinesi, la llengua mare de les trenta-vuit llengües polinèsies actuals. Igualment, Tonga fou, juntament amb Samoa –i Fiji en part–, el bressol de les comunitats immigrants colonitzadores de tota la Polinèsia vers el 300 aC.

## Característiques
El tongalès presenta síl·labes sense aplecs consonàntics i amb només una vocal de nucli. Té cinc vocals, que poden ser llargues o breus (a,e i, o, u). Inclou dotze consonants: f, ng, h, k, l, m, n, p, s, t, v, ‘ (oclusiva glotal sorda).
Es tracta d'una llengua VSO aïllant. Presenta tres graus de dixi en els possessius i els articles.
Destaca l'ús del registre, que està marcat gramaticalment no sols en les paraules de cortesia sinó en la mateixa formació de les frases o el lèxic. Així, hi ha equivalents sinonímics de certs mots que només poden emprar-se amb superiors o en situacions concretes que reflecteixen l'estructura social. Entre elles cal remarcar el subconjunt reial: expressions que solament es poden usar per dirigir-se o referir-se al rei.

## Text d'exemple
S'ha escollit els dos primers articles de la declaració universal dels drets humans com a text d'exemple en tongalès, per tal com és un text el significat del qual pot ser conegut per gairebé qualsevol persona del món. La versió que s'ofereix és la traducció oficial proveïda per l'Oficina de l'Alt Comissionat pels Drets Humans de les Nacions Unides.
Kupu 1
Ko e kotoa ‘o ha’a tangata ‘oku fanau’i mai ‘oku tau’ataina pea tatau ‘i he ngeia mo e ngaahi totonu. Na’e fakanaunau’i kinautolu ‘aki ‘a e ‘atamai mo e konisenisi pea ‘oku totonu ke nau feohi ‘i he laumalie ‘o e nofo fakatautehina.
Kupu 2
‘Oku ‘a e tokotaha kotoa pe ‘a e kotoa ‘o e ngaahi totonu mo e ngaahi tau’ataina kuo hiki ‘i he Tala Fakahaha ni ‘o ‘ikai ha fa’ahinga fakafaikehekehe’i ‘o tupunga he matakali, lanu, tangata pe fefine, lea, tui faka’otua, fakakaukau fakapolitikale pe fakakaukau ‘oku kehe, tupu’anga fakafonua pe fakasosiale, koloa, tu’unga ne fanau’i mai ki ai pe ko ha fa’ahinga tu’unga pe.
‘Ikai ko ia pe ka ‘e ‘ikai ha fakafaikehekehe’i ‘o makatu’unga ‘i ha tu’unga fakapolitikale, fakalao pe fakavaha’apule’anga ‘o e fonua pe vahe fonua ‘oku ha’u mei ai ‘a e taha ko ia ‘o tatau ai pe pe ‘oku tau’ataina, pule kehea, kolonia, pe ko ha fa’ahinga pule ‘oku ne fakangatangata ‘a e tau’ataina ‘a e fonua mo hono kakai.